# Scepter und Hammer
Scepter und Hammer gehört zum Frühwerk Karl Mays und ist der erste Teil eines Doppelromans (Scepter und Hammer / Die Juweleninsel), der 1879/80 im 4. Jahrgang der Zeitschrift Für alle Welt! erstmals veröffentlicht wurde.

## Inhalt
Scepter und Hammer spielt in den fiktiven Staaten Norland und Süderland, hinter denen sich der Norddeutsche und der Süddeutsche Bund der Reichsgründung 1871 verbergen. Die Süderländer, regiert von einem Despoten namens Max Joseph, planen die protestantischen, freiheitsliebenden und liberalen Norländer durch eine Invasion zu überrumpeln; diese Intrigen werden aber durch Max Brandauer, den Sohn des norländischen Hofschmieds, zunichtegemacht. Im Lauf der Romanhandlung stellt sich dann heraus, dass er in Wirklichkeit kein Handwerkerskind, sondern der geraubte und vertauschte Thronfolger von Norland ist.
In die spannende und abwechslungsreiche Handlung ist eine längere exotische Episode eingeflochten, die davon erzählt, wie der aus Norland geflohene Zigeuner Katombo es in Ägypten bis zum Nurwan-Pascha, dem Großadmiral des Sultans, bringt. Am Ende gelingt es, die süderländische Invasion mit tatkräftiger Hilfe des Nurwan-Pascha alias Katombo und des jungen Arthur von Sternburg zum Scheitern zu bringen. Brandauer wird als Kronprinz von Norland anerkannt und durch seine Hochzeit mit Prinzessin Asta von Süderland der Friede zwischen den beiden ungleichen Staatsgebilden gesichert.

### Gliederung
1. Kapitel. Die Zigeunerin (online)
2. Kapitel. Belauscht (online)
3. Kapitel. Die Brüder Jesu (online)
4. Kapitel. Im Hause der Irren (online)
5. Kapitel. An der Grenze (online)
6. Kapitel. Der Beginn des Kampfes (online)
7. Kapitel. Schachzüge (online)
8. Kapitel. Almah (online)
9. Kapitel. Der tolle Prinz (online)
10. Kapitel. Vor Jahren (online)
11. Kapitel. Paroli (online)
12. Kapitel. Ein Rückblick (online)
13. Kapitel. Vom Reis zum Kapudan Pascha (online)
14. Kapitel. Der schwarze Kapitän (online)
15. Kapitel. Am Vorabend (online)
16. Kapitel. Kampf und Sieg (online)

### Erklärung des Titels
Die Zigeunerin Zarba zu Max Brandauer:
„Du wirst nicht glauben, was Dir Zarba sagt, und dennoch wird es sich erfüllen. Deine Hand ist stark, den Hammer zu schwingen; sie bedarf dieser Stärke, um später das Scepter zu halten. Scepter und Hammer wird die Losung Deines Lebens sein. Du wirst Liebe säen und Feindschaft ernten; aber Deine Faust wird wie ein Hammer auf die Häupter Deiner Feinde fallen und ihnen die Kronen entreißen, die sie Dir zu rauben trachteten.“

## Textgeschichte
Karl Mays erstes großes Romanwerk wurde zwischen August 1879 und August 1880 (Scepter) sowie Mitte August 1880 und April/Mai 1882 (Juweleninsel) in der Stuttgarter Zeitschrift All-Deutschland! publiziert. Es handelte sich um den 4. Jahrgang (1880) und den folgenden 5. Jahrgang (1881); ab diesem Jahrgang trug die Zeitschrift den Namen Für alle Welt!, der schon vorher für eine Parallelausgabe verwendet worden war. Die Entstehung von Scepter und Hammer wurde von Roland Schmid auf den Zeitraum zwischen Mai 1879 und Mai 1880 datiert. Die Juweleninsel wurde nach Schmid im Juni/Juli 1880 begonnen; Hermann Wiedenroth ging von einer Entstehung ab Ende Juli/Anfang August 1880 aus.

## Buchausgaben
Dieser Roman (und auch der Nachfolgeroman Die Juweleninsel) wurde zu Mays Lebzeiten nicht wieder veröffentlicht. Auch während Karl Mays Prozessen wurde dieser Doppelroman nie erwähnt.
Eine stark bearbeitete Version des Textes ist seit 1926 in Band 45 der Gesammelten Werke, Zepter und Hammer, zu finden.
Aktuelle Ausgaben finden sich in der Datenbank des Freundeskreises Karl May Leipzig e. V.

## Zur politischen Entwicklung in Deutschland
Der Roman spiegelt eindrucksvoll die damaligen politischen Verhältnisse in Deutschland wider im Ringen um die Ablösung des Absolutismus zugunsten einer konstitutionellen Monarchie im Spannungsverhältnis zwischen den deutschen Bundesstaaten im Norden und im Süden des Landes.

### Die Darstellung im Roman
Eine menschlich abstoßende Personifizierung des Absolutismus ist der Sohn des süderländischen Königs, Prinz Hugo von Süderland, bekannt auch als der „tolle Prinz“. Hugo ist nicht nur der Verführer von Emma Vollmer, der Verlobten des Literaten Karl Goldschmidt, sondern auch ein skrupelloser Verbrecher, der sich unter anderem des versuchten Totschlags, der sexuellen Nötigung und der Freiheitsberaubung schuldig macht. An verschiedenen Stellen des Romans wird deutlich, dass Prinz Hugo seine Untaten durch seine absolut verstandene Machtposition als Mitglied der königlichen Familie für gerechtfertigt hält: „Ich bin der Prinz von Süderland!“ Das einzige Mitglied der königlichen Familie von Süderland, das positiv gezeichnet wird, ist Prinzessin Asta, die sich am Schluss von Scepter und Hammer mit dem wieder aufgefundenen Kronprinzen Max von Norland, vormals Max Brandauer, verlobt.
Das absolutistische Regierungsmodell Süderlands wird durch eine „gute“ Revolution gebrochen. May stellt klar, dass es sich hierbei nicht um einen Putsch der „Elite“ handelt, sondern um eine klassenübergreifende Volksbewegung. König Max Joseph bleibt zwar auf seinem Thron, aber der Absolutismus wird durch eine konstitutionelle Monarchie abgelöst, in der der König an vom Volk legitimiertes Recht gebunden ist. May setzt sich hier kritisch mit dem Absolutismus auseinander. Mit Karl Goldschmidt wirkt ein literarisches Alter Ego Karl Mays als Revolutionsführer maßgeblich an der Veränderung der Regierungsform in Süderland mit.
Deutlich komplexer sind die in Scepter und Hammer weit ausführlicher beschriebenen Verhältnisse in Norland. Der Monarch wird einführend so charakterisiert:
Wilhelm der Zweite, König von Norland, ist ein Herrscher von so wohlmeinenden Gesinnungen, wie sie in solchem Umfange wohl keiner seiner Vorfahren aufzuweisen hatte. Leider läßt die Güte seines Herzens nicht Raum genug für die strenge Energie, welche ein Mann besitzen muß, in dessen Hände die größten und schwierigsten Aufgaben staatlicher Entwickelung gelegt sind. Die Güte, welche den Einen beglückt, scheint den Andern zu benachtheiligen, kränkt ihn vielleicht wirklich in seinem Rechte, und so kommt es, daß ein Theil der Bevölkerung den väterlichen Herrscher vergöttert, während der andere Theil in stillem, verborgenem Mißmuthe sich nach Veränderungen sehnt, die nur die Selbstsucht, der kurzsichtige persönliche Egoismus herbeiwünschen kann.
Wilhelm wird dem Leser somit als gütiger, integrer Mensch und gutwilliger Regent vorgestellt, der auch durch seine außerordentliche Liebhaberei ... für die Schmiedekunst, der er beim Hofschmied Brandauer im lederne(n) Schurzfell frönt, volkstümlich-sympathisch wirkt. Deutlich klingt aber schon an dieser Stelle die Kritik an einem Monarchen an, der seine Funktion nicht ausfüllt und die Macht zu Gunsten des Ministerpräsidenten, des Herzogs von Raumburg, aus der Hand gegeben hat, der sich den eigentlichen Herrscher des Landes (nennt) und
es ganz vortrefflich verstanden (hat), die Fäden der Administration in seiner Hand zu vereinigen, die Militärmacht sich zu unterstellen und auch auf die diplomatischen Beziehungen zu dem Auslande den weitgehendsten Einfluß zu gewinnen.
Wir haben es bei Wilhelm II. zwar mit einem guten Menschen, aber nicht mit einem fähigen Regenten zu tun, wie in paradoxer Formulierung der loyale General von Sternburg feststellt: „Der König von Norland ist ein guter Herrscher, aber er hat sein Scepter aus der Hand gegeben, denn der eigentliche Regent ist jener böse Herzog von Raumburg ...“
Die Bilanz der Regentschaft des Königs von Norland – des nach Mays Weltbild für die Wohlfahrt des Volkes politisch Verantwortlichen – ist eindeutig negativ; er wird deshalb von breiten Kreisen seines Volkes nicht mehr geschätzt. Ein an den Putschvorbereitungen beteiligter norländischer Oberst beschreibt dies im Gespräch mit dem Jesuitenpater Valerius alias Alois Penetrier wie folgt:
„Und die Bevölkerung Ihres Kreises?“
„Ist mit der jetzigen Regierung höchst unzufrieden. Wir befinden uns hier im bevölkertsten Fabrikdistrikte des Landes; Handel und Gewerbe stocken nicht blos, sondern liegen ganz und vollständig darnieder; der Arbeiter hungert mit seiner Familie; die Sozialdemokratie erhebt ihr Haupt und heult um Rache und Hülfe überall, am kleinsten Orte tagen Meetings und Versammlungen, in denen der Kreuzzug gegen die Aristokratie, gegen die besitzenden Klassen gepredigt wird. Was wollen Sie? Ich höre schon den muthigen Schritt der Arbeiterbataillone, welcher alles Widerstrebende zertreten und zermalmen wird. Die Schaaren der Turner, die Vereine der Bürgergarden, sie bedürfen nur der brauchbaren Waffe, um nach der Residenz geführt zu werden. Das hiesige Zeughaus birgt viele tausend Gewehre: ich lasse sie vertheilen und stelle mich an die Spitze der Bewegung; der Teufel soll mich holen, wenn dieses Beispiel nicht sofort im ganzen Lande Nacheiferung findet!“
Obwohl der Ministerpräsident und Generalissimus Herzog von Raumburg der wahre Herrscher ist, wird die politische Verantwortung des untätigen Königs für die Verhältnisse im Land deutlich. Grund der Unzufriedenheit der Bevölkerung ist vor allem eine Wirtschaftskrise, die Arbeiter und Bürger betrifft und in der sich die in Deutschland von 1873 bis 1879 andauernde Rezession der „Gründerkrise“ widerspiegelt. Es gibt somit auch in Norland objektive Missstände. Der Oberst setzt deshalb auf eine Unterstützung der geplanten Revolution auch durch die Basis des Militärs und breite Kreise der Bevölkerung. Das von May für Norland gezeichnete Revolutionsszenario geht – trotz grundlegender Unterschiede zum südländischen Volksaufstand – weit über einen nur von wenigen Mitgliedern der „Elite“ getragenen Putsch hinaus.
So ist es konsequent, dass selbst der Superheld von Scepter und Hammer, der verkappte Kronprinz Max Brandauer, König Wilhelm II. offen kritisiert. Die Schwäche des Königs ermöglicht seinen Gegnern die Vorbereitung eines breit projektierten Staatsstreichs, der nur mit erheblichem Aufwand unterbunden werden kann. Erfasst sind die politische und militärische Elite Norlands, wie der Kriegsminister, die Admiralität, Repräsentanten beider Kirchen bis hin zum Oberhofprediger sowie die Armee. Der Spiritus Rector des Aufstands, der Herzog von Raumburg, geht sogar davon aus, dass „die ganze zivile Bevölkerung ... gewonnen“ sei, was sich allerdings dann doch als zu optimistisch erweist. Sogar das Nachbarland Süderland ist in die Pläne einbezogen und soll militärisch eingreifen.
Ein Umsturz kann zwar verhindert werden, die Staatskrise löst aber – wie der Volksaufstand in Süderland – durchgreifende Veränderungen des Regierungssystems aus. Treibende Kraft bei dieser Neugestaltung des Staatswesens ist nicht der König selbst, sondern der Held Max Brandauer, der als vertauschtes Kind zwar königlichen Geblüts und Sohn Wilhelms II. ist, aber in der Familie des Hofschmieds Brandauer bürgerlich sozialisiert wurde. Der König „proklamir[t] die Konstitution“: die, „deren Entwurf Max längst gefertigt hat, ohne daß ich eine Ahnung davon hatte ...“ Nicht Wilhelm II. steht für die Zukunft Norlands, sondern der „bürgerliche“ Kronprinz.

### Die tatsächlichen Verhältnisse
Die konstitutionelle Monarchie war spätestens seit Gründung des Kaiserreichs 1871 in Deutschland etabliert. Aber die kleindeutsche Führungsmacht Preußen hatte erst seit 1848 eine Verfassung, die zudem nicht von der Nationalversammlung beschlossen, sondern vom König oktroyiert wurde, nur eine sehr eingeschränkte Gewaltenteilung vorsah und während des Verfassungsstreits 1862 bis 1866 bezüglich des Budgetrechts als zentraler Kompetenz des Parlaments vom König desavouiert wurde. Für den 1862 zum preußischen Ministerpräsidenten ernannten Otto von Bismarck war in dieser Phase die Verfassung „so unbestimmt (...), daß er nicht nur ohne Budget regierte, sondern auch solche Paragraphen verletzte, die mit dem Streit an sich nichts zu tun hatten“. Erst die norddeutsche Bundesverfassung von 1867 brachte im Bund einen Durchbruch zum allgemeinen Wahlrecht, wobei Preußen selbst bis 1918 am Dreiklassenwahlrecht und einer nahezu absoluten Stellung des Königs festhielt. Und: Das österreichische Kaiserreich, Vorsitzender des von 1815 bis 1866 existierenden Deutschen Bundes, wurde in der Zeit der Restauration bis 1861 autoritär regiert: „Wie ein Eroberer residierte der junge Franz Joseph in seinen eigenen Staaten.“
Demokratisches Denken war somit in der Epoche, in der Scepter und Hammer entstand, noch keineswegs fest verankert. Auch die Verfassung des Deutschen Reiches vom 16. April 1871 war mit einer relativ schwachen Position des Reichstags, dem Verzicht auf einen Grundrechtskatalog (den es allerdings in den Verfassungen der Bundesstaaten gab) und auf eine prinzipielle Beschreibung der Gewaltenteilung die Grundordnung eines zwar wirtschaftlich liberalen, aber politisch autoritären Staatswesens.

### Die Haltung Karl Mays

#### Kritik an der Obrigkeit
Für Karl May waren in seinem frühen Doppelroman – ausgeprägter in Scepter und Hammer, aber in Gestalt des „tollen Prinzen“ auch noch in Die Juweleninsel – die Monarchen nicht sakrosankt. Kritik wird nicht nur am absolutistischen König Max Joseph von Süderland geübt, sondern auch am menschlich integren Wilhelm II. von Norland: Er ist ein schlechter Regent, der die Zügel des Staates nicht nur schleifen lässt, sondern in die Hände eines Schurken legt und mit den negativen Auswirkungen seines politischen Versagens auf die sozialen Verhältnisse so große Kreise der Elite und der Bevölkerung derart gegen sich aufbringt, dass ein Staatsstreich ohne das Eingreifen des künftigen „Bürgerprinzen“ Max durchaus hätte erfolgreich verlaufen können.
May stürzt die Könige seiner fiktiven Monarchien nicht, aber er kritisiert sie in einer für sein Œuvre untypischen Weise und betont ihre persönliche Verantwortung für die gravierenden Missstände in den ihnen anvertrauten Staaten. Nicht nur mit Gott hadert Karl May in Scepter/Juweleninsel, sondern er rüttelt in diesem Roman auch an der zweiten Säule seiner Weltanschauung: dem König.
Die Details der neuen „Governance“ von Norland und Süderland werden von May nicht beschrieben. Es entstehen jedoch eindeutig konstitutionelle Monarchien, deren rechtsstaatliche Verfassung zwar von den Königen erlassen, aber vom Volk legitimiert ist. Die Mitglieder der Verfassungskonvente werden offensichtlich in allgemeiner, gleicher Wahl bestimmt. Nicht nur erteilt May somit der absoluten Monarchie eine klare Absage, sondern integriert sogar demokratische Elemente. May entwickelt in „Scepter und Hammer“ kein verfassungspolitisches Konzept, aber deutet ein Regierungsmodell an, das durchaus über die „paternalistischen Anschauungen von persönlicher Huld und Gnade, Verurteilung und Strafe“ hinausweist. Er zeigt sich damit durchaus auf der Höhe der Entwicklung in seiner Epoche.
In den in Norland und Süderland spielenden Ereignissen werden deutsche Verhältnisse gespiegelt. Nach Christoph F. Lorenz ist „das protestantische Norland eindeutig nach dem Muster Preußens modelliert“. König Max Joseph von Süderland „mit seinen absolutistischen Neigungen“ stellt für ihn „cum grano salis ein Portrait Ludwigs II. von Bayern dar (...)“. May hadert also in seinem ersten Großroman nicht nur mit Gott und König, sondern er weicht auch der direkten Darstellung seines Vaterlandes Deutschland aus und spiegelt es in einem geographisch nicht existenten Handlungsraum.

#### Kritik an der staatlichen Ordnung
Auch hinsichtlich der staatlichen Ordnung, die als zweiter Aspekt des Mayschen Verständnisses von „Vaterland“ angesehen werden kann, schildert May in Norland und Süderland insuffiziente Verhältnisse, die von der Vorstellung Deutschlands als eines intakten Staatswesens abweichen: In Norland liegt der gesamte Staatsapparat aufgrund der Passivität des Königs in der Hand eines Schurken, des Herzogs von Raumburg, der von sich sagt: „Ich kann beglücken und verderben, ganz wie es mir beliebt, und Ihrer Anklage und Verfolgung stehe ich zu hoch, als daß es Ihnen gelingen könnte, mich zu erreichen.“
Ein besonders eindringliches Beispiel der Zerrüttung der staatlichen Ordnung Norlands ist die willkürliche Unterbringung politischer Gefangener in der Psychiatrie. Der Direktor der in einem alte(n) Schloß untergebrachter Landesirrenanstalt, ein ehemaliger hoher Militärarzt, welcher durch die Protektion des Herzogs von Raumburg diese höchst einträgliche Stellung erhalten hatte, nimmt mit Unterstützung seines Oberarztes auf Befehl des Herzogs geistig Gesunde – den Hauptmann von Wallroth und seine Mutter, die Zigeunerfürstin Zarba – in die Anstalt auf und foltert sie mit der Zwangsjacke. Die im norländischen Staatsapparat herrschende Korruption und Willkür führt zur absoluten Rechtlosigkeit des Einzelnen.
May spiegelt Deutschland in seinem Doppelroman in einem utopischen Raum, in dem die für sein Weltbild bedeutsame staatliche Ordnung durch den willkürlichen Umgang staatlicher, staatsnaher und kirchlicher „Instanzen“ mit unschuldigen Menschen unterminiert ist. May hadert in Scepter/Juweleninsel nicht nur mit Gott und König, sondern rüttelt auch an der dritten Säule seines Weltbilds: dem Vaterland.

## Beurteilung
Scepter und Hammer wurde von Karl May während der „Stollberg-Affäre “ in Frühsommer 1879 begonnen und in Teilen wahrscheinlich sogar während seiner dreiwöchigen Haft im Arresthaus des Gerichtsamtes Hohenstein-Ernstthal geschrieben. Beim Beginn der Juweleninsel im Frühsommer 1880 waren die demütigenden Ereignisse zwar schor etwa ein Dreivierteljahr abgeschlossen, dürften aber aufgrund ihres gravierenden Charakters durchaus noch in der Psyche des Schriftstellers präsent gewesen sein.
Eine Vernarbung der psychischer Wunden könnte etwa ein Jahr nach Mays definitiv letzter Haftstrafe, d. h. im Herbst 1880, eingetreten sein, als er noch an der Juweleninsel schrieb, sich aber von diesem Projekt bereits innerlich verabschiedete und sich anschickte, in eine fiktive Welt von neuer Qualität den Phantasiekosmos seines Orientzyklus, einzutauchen.
Damit wird verständlich, warum Karl May in den bis November 1880 entstandenen Teilen seines Doppelromans an den drei zentralen Säulen seines Weltbildes – Gott, König und Vaterland – rüttelte. Das Vaterland – die Polizei und die Justiz des Königreichs Sachsen – war willkürlich und zutiefst verletzend mit ihm umgegangen. Der verehrte König Albert von Sachsen versagte ihm mit einem Formalakt seines Justizministeriums die aus guten Gründen erbetene Milderung der Strafe. Und: Von einem Eingreifen Gottes als Instanz ausgleichender Gerechtigkeit war in dem gesamten Geschehen nicht das Geringste zu spüren.
Diese für May zutiefst erschütternden Ereignisse bedurften der literarischen Verarbeitung, für die der Großroman mit seinen fiktiven und doch Deutschland und dem Königreich Sachsen so affinen Staaten Norland und Süderland wie geschaffen war. Dabei wirkt die kritische Auseinandersetzung Mays mit seinem Weltbild im „Staatsroman“ Scepter und Hammer deutlich stringenter als in der Juweleninsel, wo sie zunehmend von gängigen, effekthascherischen Motiven aus der Trivialliteratur überlagert wird und bis zum (siebten) „Bowie-Pater“-Kapitel allmählich ausklingt.